# Disattivazione dei catalizzatori
La disattivazione (o deattivazione o decadimento) di un catalizzatore  è un processo di degradazione nel tempo di un catalizzatore, a cui è associata una perdita di attività o selettività del catalizzatore stesso.

## Cause e conseguenze
La disattivazione di un catalizzatore può avvenire per:
- degradazione termica
  - sinterizzazione (sintering): agglomerazione di più particelle di catalizzatore, che comporta una diminuzione irreversibile della superficie disponibile allo scambio di materia. Questo fenomeno viene accentuato all'aumentare della temperatura;[3]
- invecchiamento (ageing)[4]
- avvelenamento (poisoning): consiste nell'adsorbimento chimico o fisico indesiderato di un composto chimico (detto "veleno"[5]), che in questa maniera diminuisce irreversibilmente (nel caso dell'avvelenamento chimico) o reversibilmente (nel caso dell'avvelenamento fisico) il numero di siti disponibili. L'entità di questo fenomeno dipende dalla quantità e dalla natura delle impurezze presenti nella corrente alimentata al reattore chimico (detta anche "carica"). Sebbene in genere è indesiderato, talvolta l'avvelenamento viene effettuato di proposito al fine di aumentare la selettività del catalizzatore (a discapito della sua attività).[6]
- sporcamento (fouling): ricoprimento della superficie del catalizzatore da polveri, che diminuiscono l'attività del catalizzatore.
  - coking: è un caso particolare di sporcamento, in cui la superficie subisce un ricoprimento di particelle carboniose (coke);[7] nel caso del coking, le particelle carboniose possono essere rimosse per ossidazione.
- volatilizzazione dei componenti attivi.

Oltre alla perdita dell'efficienza, un altro svantaggio del fenomeno della disattivazione è associato alla complicazione delle equazioni cinetiche, per cui la modellazione risulta più difficoltosa a causa di questo fenomeno.

## Rimedi
I fenomeni di disattivazione del catalizzatore possono essere smorzati utilizzando le seguenti tipologie di reattore:
- reattori a letto mobile (moving-bed reactor)
- reattori a trasporto (straight-through transport reactor o STTR).

Una volta che il catalizzatore è stato disattivato, si può ricorrere alla sua rigenerazione o alla sua sostituzione.

## Esempi di veleni per catalizzatori
Viene presentata di seguito una tabella non esaustiva di alcuni catalizzatori, i relativi veleni e i processi industriali in cui è possibile che avvenga l'avvelenamento in questione.
| Catalizzatore                                              | Veleno | Processo industriale            |
| ---------------------------------------------------------- | --- | ------------------------------- |
| Nichel Raney                                               | acciaio dolce |                                 |
| Alluminosilicati (catalizzatori a base di silice-allumina) | carbonio | cracking del petrolio           |
| Catalizzatori metallici dei gruppi 10-11 (Ni, Pd, Pt, Cu)  | Elementi dei gruppi 15 e 16 (S, Se, Te, P, As), alogeni, composti del piombo, composti del mercurio, ossigeno, piridina, chinolina | idrogenazione o deidrogenazione |
| Catalizzatori a base di Fe                                 | Elementi dei gruppi 15 e 16 (S, Se, Te, P, As), alogeni, acqua, ossigeno, NO, CO                                                   | sintesi dell'ammoniaca          |
| Catalizzatori a base di Co                                 | Elementi dei gruppi 15 e 16 (S, Se, Te, P, As), CO                                                                                 |                                 |
| Catalizzatori a base di Pt-Rh                              | P, As, composti dell'antimonio, Pb, Zn, Cd, Bi, ossidi alcalini                                                                    | idrogenazione                   |
| Zeoliti acide                                              | ammoniaca, ammine, alcoli, acqua                                                                                                   |                                 |